# アナクサンドリデス (スパルタ王)
アナクサンドリデス（アナクサンドリダスとも、古希: Αναξανδρίδές / Αναξανδρίδας、古代ギリシア語ラテン翻字: Anaxandrides / Anaxandridas、在位：紀元前560年-紀元前525年）は、アギス朝のスパルタ王である。
アナクサンドリデスは先代の王レオンの子である。彼には一人目の妻（彼の姉妹の娘）との間にドリエウス、レオニダス、クレオンブロトス、そして二人目の妻との間にクレオメネス1世がいた。アナクサンドリデスは一人目の妻との間に長い間子宝に恵まれず、監督官に妻を離別し、再婚するようにと提案された。しかし、彼が妻との離婚を拒絶したため、監督官は長老会と相談し、離婚せずに二人目の妻を娶ることを提案し、アナクサンドリデスはそれを容れた。その後、彼は二人目の妻との間にクレオメネスを得たが、それと時を同じくして最初の妻は妊娠し、前述の三人の息子を授かった。息子たちのうち、クレオメネスが長男であったことから、王位を継いだ。
また、アナクサンドリデスとアリストンが王位にあった時にスパルタはこれまで負け続けであったテゲアとの戦争に優位に立つことができた。

## 註
1. ↑  ヘロドトス, V. 39-42
2. ↑  パウサニアス, III. 3. 9
3. ↑  ヘロドトス, I. 67
4. ↑  パウサニアス, III. 3. 5